# کلیسای یکشنبه مقدس (آرزنی)
کلیسای یکشنبه مقدس (ارمنی: Սուրբ Կիրակի եկեղեցի) یک کلیسا متعلق به کلیسای حواری ارمنی واقع در شهر آرزنی، استان کوتایک ارمنستان می‌باشد. ساخت و ساز این ساختمان در سده ۶ام میلادی؛ به پایان رسید. این بنا به سبک معماری ارمنی طراحی شده‌است.